# Кривецька сільська рада (Маньківський район)
Криве́цька сільська́ ра́да — адміністративно-територіальна одиниця та орган місцевого самоврядування в Маньківському районі Черкаської області. Адміністративний центр — село Кривець.

## Загальні відомості
- Населення ради: 759 осіб (станом на 2001 рік)

## Населені пункти
Сільській раді були підпорядковані населені пункти:
- с. Кривець
- с-ще Рудка

## Склад ради
Рада складалася з 12 депутатів та голови.
- Голова ради: Слюсаренко Віктор Васильович
- Секретар ради: Цебегей Людмила Вікторівна

### Керівний склад попередніх скликань
| Прізвище, ім'я, по батькові  | Основні відомості                                                        | Дата обрання | Дата звільнення |
| ---------------------------- | ------------------------------------------------------------------------ | ------------ | --------------- |
| Слюсаренко Віктор Васильович | Сільський голова, 1965 року народження, член Української Народної Партії | 26.03.2006   | 31.10.2010      |
| Слюсаренко Віктор Васильович | Сільський голова, 1964 року народження, освіта вища, безпартійний        | 31.10.2010   |                 |

Примітка: таблиця складена за даними сайту Верховної Ради України

### Депутати
За результатами місцевих виборів 2010 року депутатами ради стали:

#### За суб'єктами висування
| Суб'єкт висування            | Кількість обраних депутатів | %    |
| ---------------------------- | --------------------------- | ---- |
| Самовисування                | 6                           | 50   |
| Народна партія               | 3                           | 25   |
| Комуністична партія України  | 2                           | 16,7 |
| Соціалістична партія України | 1                           | 8,3  |

#### За округами
| № округу                     | Прізвище, ім'я, по батькові    | Дата визнання обраним | Освіта             | Партійна приналежність             | Відомості про обраного депутата                           |
| ---------------------------- | ------------------------------ | --------------------- | ------------------ | ---------------------------------- | --------------------------------------------------------- |
| Комуністична партія України  |                                |                       |                    |                                    |                                                           |
| 6                            | Онуфрієнко Василь Феодосійович | 01.11.2010            | середня            | член Комуністичної партії України  | ВСП «Лани Маньківщини», працівник                         |
| 10                           | Цебегей Людмила Вікторівна     | 01.11.2010            | вища               | позапартійна                       | Кривецька сільська рада, секретар                         |
| Народна Партія               |                                |                       |                    |                                    |                                                           |
| 4                            | Чмига Марія Макарівна          | 01.11.2010            | середня спеціальна | позапартійна                       | Магазин, приватний підприємець                            |
| 8                            | Василівецький Валерій Іванович | 01.11.2010            | середня            | позапартійний                      | Кривецька загальноосвітня школа, працівник                |
| 9                            | Рудюк Віталій Миколайович      | 01.11.2010            | середня спеціальна | позапартійний                      | пенсіонер                                                 |
| Соціалістична партія України |                                |                       |                    |                                    |                                                           |
| 11                           | Ільченко Ігор Вікторович       | 01.11.2010            | середня спеціальна | член Соціалістичної партії України | приватний підприємець                                     |
| Самовисування                |                                |                       |                    |                                    |                                                           |
| 1                            | Москаленко Вікторія Миколаївна | 01.11.2010            | вища               | позапартійна                       | Магазин, приватний підприємець                            |
| 2                            | Крива Ніна Михайлівна          | 01.11.2010            | вища               | позапартійна                       | Кривецька загальноосвітня школа, вчитель                  |
| 3                            | Білокінь Віктор Олексійович    | 01.11.2010            | середня спеціальна | позапартійний                      | фермерське господарство «Кривецьке», підприємець          |
| 5                            | Кислинська Тетяна Михайлівна   | 01.11.2010            | середня спеціальна | позапартійна                       | Кривецький фельдшерсько-акушерський пункт, медична сестра |
| 7                            | Пайцун Галина Віталіївна       | 01.11.2010            | середня спеціальна | позапартійна                       | Кривецька сільська рада, головний бухгалтер               |
| 12                           | Монько Сергій Васильович       | 01.11.2010            | середня спеціальна | позапартійний                      | Жашківське лісництво, майстер лісу                        |